# Diadumène de Vaison-la-Romaine
Le Diadumène de Vaison-la-Romaine est une statue en marbre grandeur nature d'un athlète découvert dans la ville romaine de Vaison, dans le sud de la France. Depuis 1870, il fait partie de la collection du British Museum. 

## Découverte
La statue connue sous le nom de Diadumenos de Vaison a été découverte à la fin du XIXe siècle entre le sanctuaire à portiques et le théâtre romain de Vaison-La-Romaine, dans le département du Vaucluse, dans le sud de la France. Il a été proposé au Louvre, mais le musée national a refusé de l'acheter en raison de son prix exorbitant. Une autre version indique que le Louvre a décliné l'offre en raison de l'appartenance républicaine du propriétaire de la statue. (La France étant à cette époque sous le règne de Napoléon III).   Il a ensuite été acheté par le British Museum en 1870, où il se trouve toujours.

## Description
La sculpture fait partie d'une série de statues romaines trouvées à travers l'Empire qui ont été modelées sur un original perdu réalisé en bronze par le sculpteur Polyclète vers 440 av. J.C. Le Diadumenos était le vainqueur d'un tournoi d'athlétisme à un match. Il était toujours nu après le combat et levait les bras pour nouer une bande de ruban sur sa tête. Il manque la main gauche et le ruban à la statue de Vaison, mais il est par ailleurs en bon état. La statue aurait été exposée dans le théâtre, démontrant fièrement le raffinement des citoyens romains et leur attachement aux idéaux de la Grèce antique.

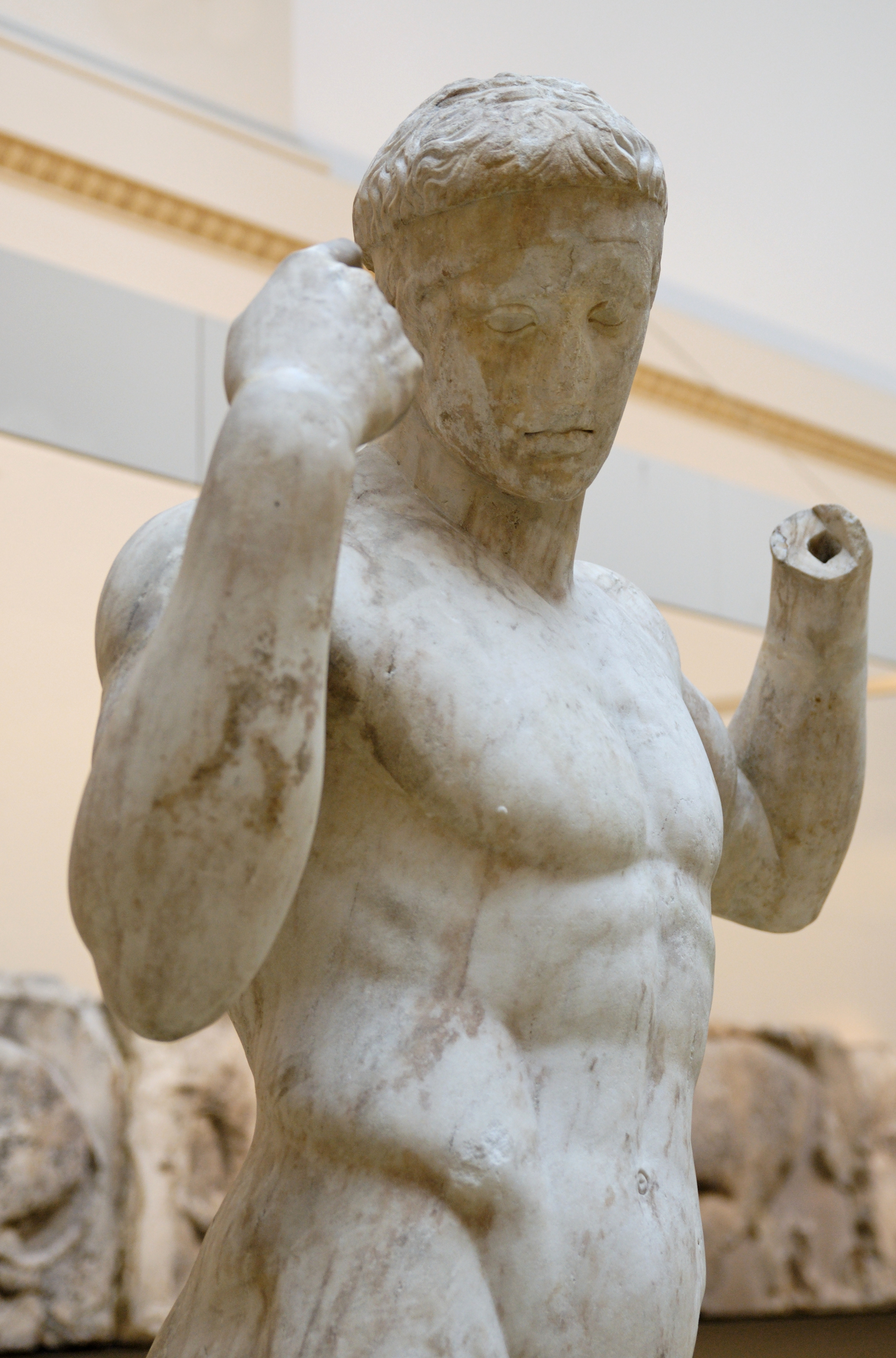
Vue du visage et du corps de la statue
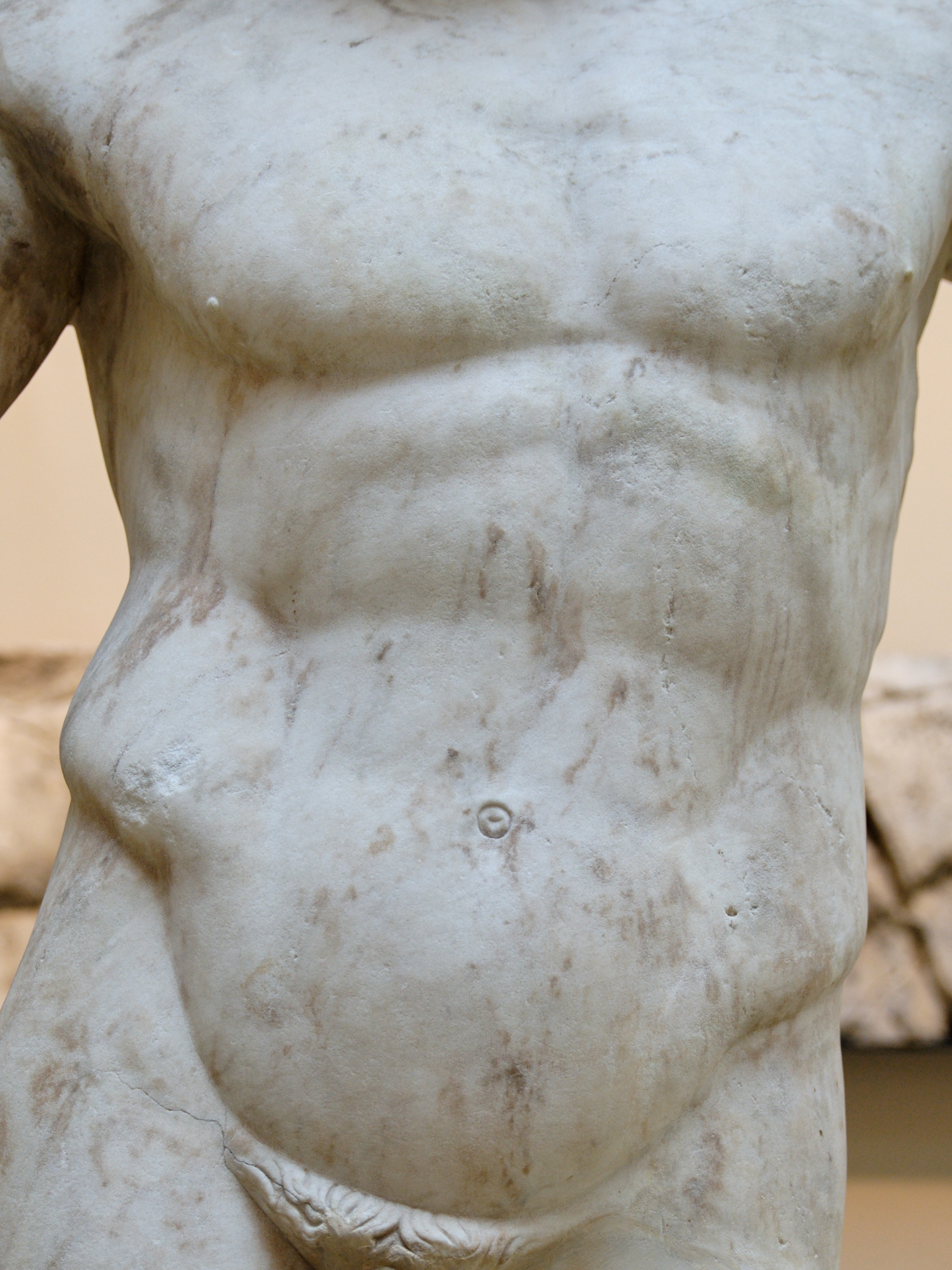
Gros plan du torse
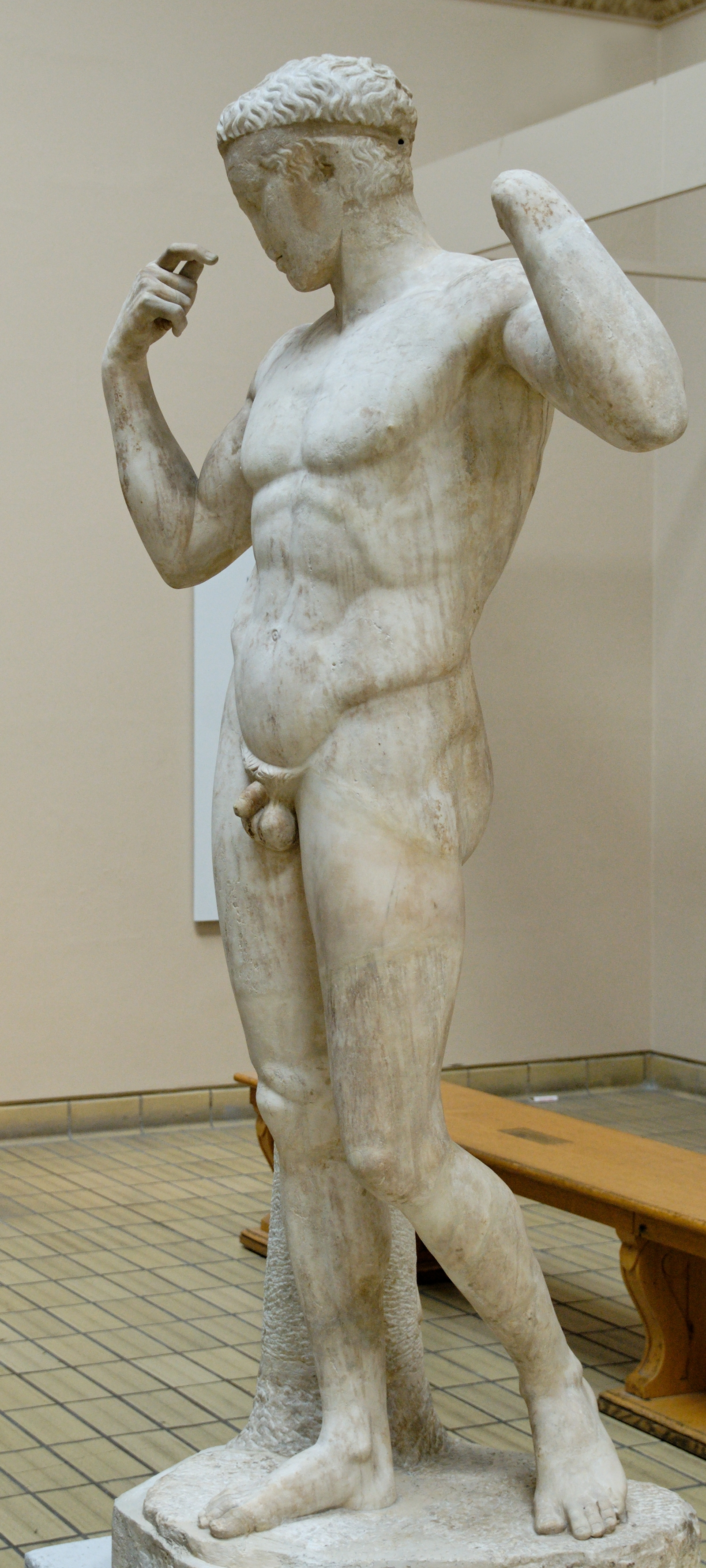
Image de la statue sous un autre angle
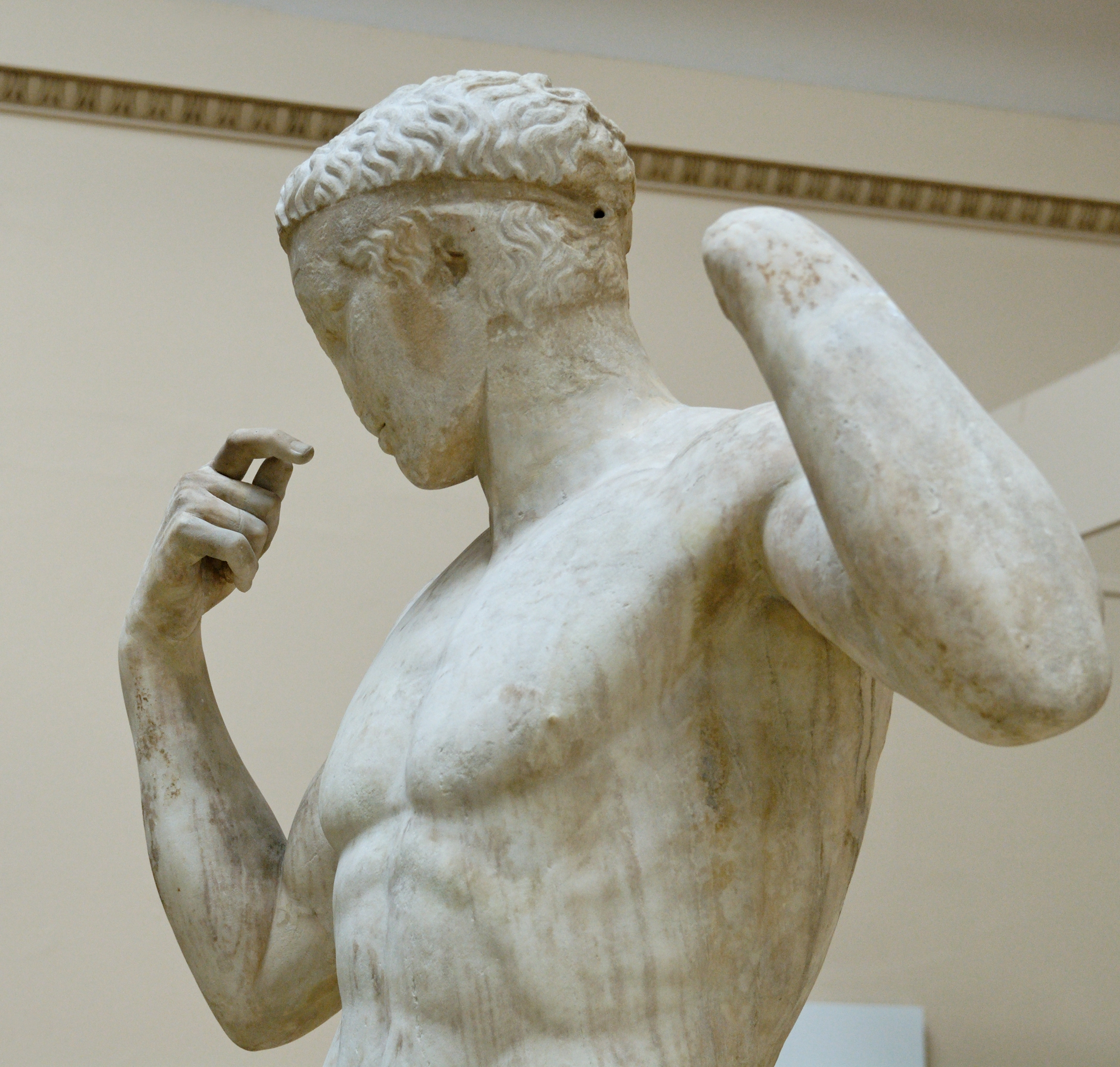
Détail de la partie supérieure de la sculpture